# الاحتجاجات الإيرانية 2011
الاحتجاجات الإيرانية 2011 سلسلة من المظاهرات في جميع أنحاء إيران التي بدأت في 14 فبراير 2011. وجاءت الاحتجاجات مع احتجاجات الانتخابات الإيرانية 2009-2010 وتأثرت احتجاجات متزامنة مع ثورة تونس ومصر التي اطاحتا بنظام بن علي ونظام حسني مبارك. وقد أسفرت حتى الآن الاحتجاجات في ما لا يقل عن 18 حالة وفاة معروفة، مع مئات الجرحى والوف المفقدون.

## خلفية الأحداث
بعد انتخابات رئاسية مثيرة للجدل للغاية 2009 , اندلعت احتجاجات واسعة في جميع أنحاء إيران في 14 فبراير 2011. قمعت الحكومة الإيرانية الاحتجاجات والمظاهرات الحاشدة توقف في عام، ومع ذلك، تم الحد كثيرا من مطالب المحتجين ثم مظاهرات 2010-2011 في العالم العربي المنتشرة في الشرق الأوسط وشمال أفريقيا. والتي اسفرت ب" الإطاحة بالرئيس زين العابدين بن علي في تونس يوم 14 يناير 2011، وبدأ الملايين من الناس يتظاهرون في جميع أنحاء المنطقة في حركة واسعة تهدف إلى قضايا مختلفة مثل مستويات معيشتهم أو التأثير على إصلاحات هامة، مع درجات متفاوتة من النجاح. مع الإطاحة نجاح الرئيس المصري حسني مبارك يوم 11 فبراير 2011 بدأت الاحتجاجات.

## الاحتجاجات
بعد أن طالب النظام الإيراني الشعب الإيراني بعدم التظاهر ضد النظام وبعد احتفال جماهيري حمل الإيرانيون العلمين الإيراني والمصري، وتوعد المعارضة الإيرانية بالخروج للتظاهرات احتجاجا على الإبادة واستفزاز للشعب الإيراني، خرج الإيرانيون بعد صلاة الجمعة ووجهوا باللكمات بين المعارضين وبين المؤيدين للنظام .

## الضحايا

### الوفيات والجرحى
أحداث 14 فبراير تسبب في وفاة اثنين من الطلاب. هناك ما لا يقل عن 150 جريح بالرصاص.

### الاعتقالات
وقدّر عدد المعتقلين بـ1500.

## ردود الفعل

### ردود فعل الحكومات
وقد طلب البرلمان في يوم 15 فبراير إعدام قادة المعارضة، مير حسين موسوي ومهدي كروبي.

### ردود الفعل الدولية
و أيّد الرئيس الأمريكي باراك أوباما هذا التحدي على الطريقة المصرية، وقال يجب على الحكومة الإيرانية عدم الاعتداء على المتظاهرين ويجب تنفيذ مطالبهم .

### مقالات ذات صلة
- احتجاجات خوزستان 2011
- احتجاجات الانتخابات الرئاسية الإيرانية 2009.
- الاحتجاجات العربية 2010-2011.
- الثورة التونسية.
- ثورة 25 يناير المصرية.
- ثورة 17 فبراير الليبية.
- ثورة الشباب اليمنية.